# Borislav Božović
Borislav Božović (Борислав Божовић), črnogorski vojaški zdravnik in general, * 9. april 1913, † 1987.

## Življenjepis
Leta 1936 je diplomiral na beograjski Medicinski fakulteti. Leta 1941 je vstopil v NOVJ in KPJ.

## Odlikovanja
- Red zaslug za ljudstvo
- Red bratstva in enotnosti